# Acestrorhynchus minimus
Acestrorhynchus minimus är en fiskart som beskrevs av Menezes, 1969. Acestrorhynchus minimus ingår i släktet Acestrorhynchus och familjen Acestrorhynchidae. Inga underarter finns listade i Catalogue of Life.